# Patrick Blossier
Patrick Blossier (Paris, 23 de setembro de 1946) é um diretor de fotografia francês.

## Filmografia selecionada
| Ano       | Título                                      | Notas                                                                                                 |
| --------- | ------------------------------------------- | --- |
| 1982      | The Roaring Forties                         | |
| 1985      | Vagabond                                    | |
| 1987      | Miss Mona                                   | Indicado - Prêmio César de Melhor Fotografia                                                          |
| 1987      | L'homme voilé                               | |
| 1987      | La vallée fantôme                           | |
| 1988      | Betrayed                                    | |
| 1989      | Music Box                                   | |
| 1989      | My Nights Are More Beautiful Than Your Days | |
| 1990      | A Woman's Revenge                           | |
| 1991      | Out of Life                                 | |
| 1991      | Jacquot de Nantes                           | |
| 1991      | My Father the Hero                          | |
| 1993      | Libera me                                   | |
| 1993      | The Little Apocalypse                       | |
| 1994      | Revenge of the Musketeers                   | |
| 1995      | Innocent Lies                               | |
| 1995      | L'aube à l'envers                           | Curta                                                                                                 |
| 1997      | Mad City                                    | |
| 1997      | The Chambermaid on the Titanic              | Nomeado - Prêmio Goya de Melhor Cinematografia                                                        |
| 2000      | Fidelity                                    | |
| 2002      | Amen.                                       | Indicado - Prêmio César de Melhor Fotografia                                                          |
| 2002      | Jet Lag                                     | |
| 2003      | Father and Sons                             | |
| 2004      | The Light                                   | |
| 2004      | Red Lights                                  | |
| 2005      | The Axe                                     | |
| 2005      | La Moustache                                | |
| 2006      | The Colonel                                 | |
| 2006      | Days of Glory                               | Indicado - Camerimage - Golden Frog - Concurso principal Indicado - Prêmio César de Melhor Fotografia |
| 2007      | Those Who Remain                            | |
| 2008      | The Girl from Monaco                        | |
| 2009      | Eden Is West                                | |
| 2009      | The Hedgehog                                | |
| 2010      | My Father's Guests                          | |
| 2011      | The Monk                                    | |
| 2012-2014 | Mafiosa                                     | Série de TV (16 episódios)                                                                            |
| 2012-2015 | The Returned                                | Série de TV (16 episódios)                                                                            |
| 2014      | Les Gazelles                                | |
| 2018      | Bécassine                                   | |